# Kortsnavelduif
De kortsnavelduif (Patagioenas nigrirostris) is een vogel uit de familie Columbidae (duiven).

## Verspreiding en leefgebied
Deze soort komt voor van zuidoostelijk Mexico tot noordwestelijk Colombia.

## Status
De grootte van de populatie is in 2019 geschat op 50-500 duizend volwassen vogels. Op de Rode lijst van de IUCN heeft deze soort de status niet bedreigd.